# 泰山
泰山（たいざん）は、中華人民共和国山東省泰安市にある山。高さは1,545m（最高峰は玉皇頂と呼ばれる）。
封禅の儀式が行われる山として名高い。道教の聖地である五つの山（＝五岳）のひとつ。華北平原の丘陵を見下す雄健かつ壮観な絶頂は五岳独尊とも言われ、五岳でもっとも景仰される春秋時代以来の伝統がある。一例として泰山地震は天下の大事であった。ユネスコの世界遺産（複合遺産）に登録されている。また「泰山国家地質公園」としてジオパークにも指定されており、ユネスコ世界ジオパークネットワークにより認定されている。中華人民共和国国家級風景名勝区（1982年認定）、中国の5A級観光地（2007年認定）。
山頂付近に「五嶽獨尊」と書かれた石碑があり、泰山の風景はこの石碑と共に現在中国で発行されている5元紙幣の裏面の図柄に採用されている。

## 概要
主として「東岳大帝」（同「泰山府君」）と「碧霞元君」（同「泰山娘々」）と「眼光奶々」を祀っている。泰山府君は病気や寿命、死後の世界の事など、生死に関わること全般に、また碧霞元君は出産など、女性に関する願い事全般に、そして眼光奶奶は目に利益があると、それぞれ信じられている。その人気は普陀山の観音信仰と比せられるほどで、中国大陸での人気を二分している。

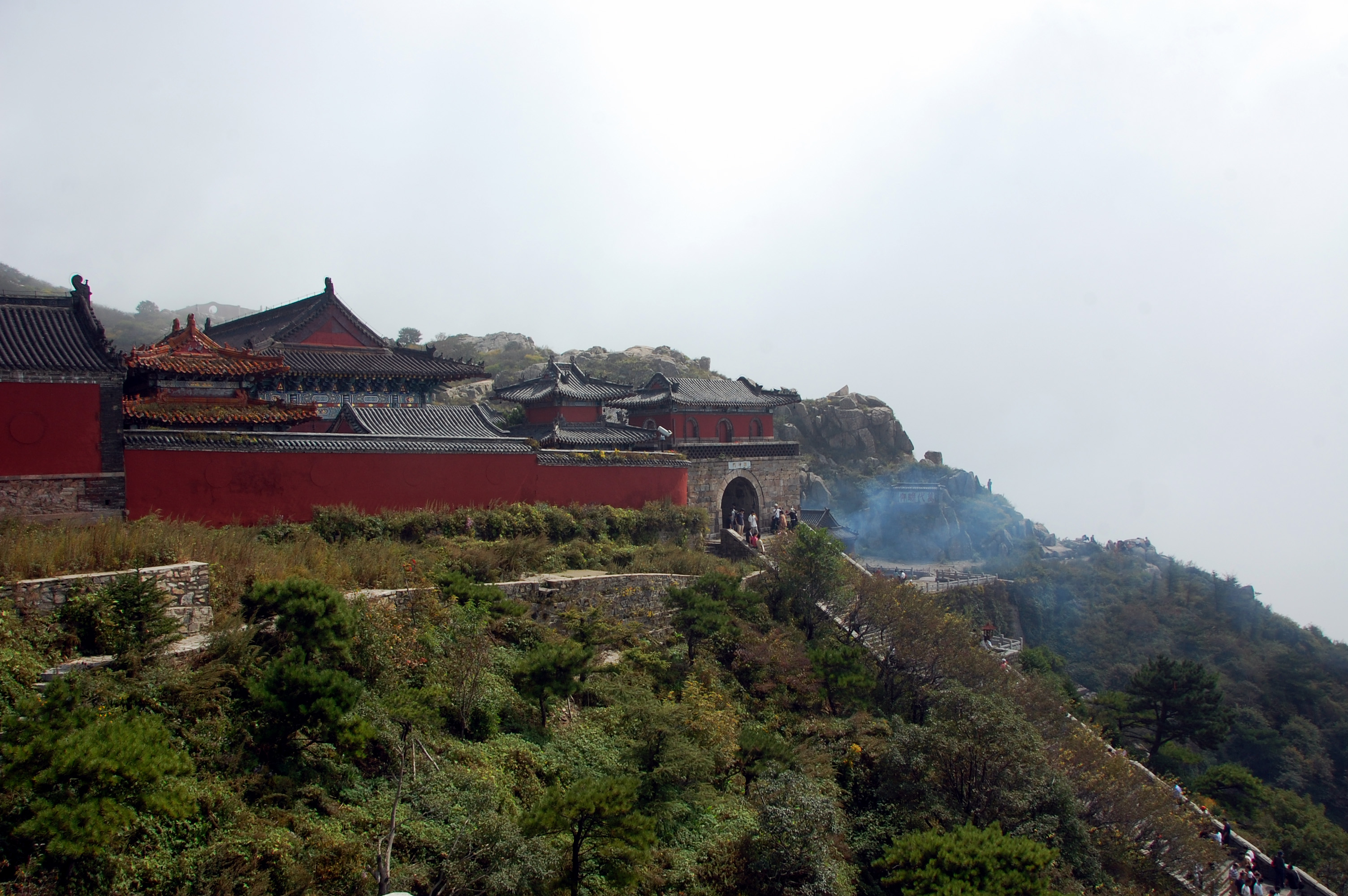
泰山玉皇頂

そもそも、泰山では東岳大帝が最も重要な神位として祀られてきた。後漢代には「俗に岱宗（＝泰山）上に金篋・玉策があり、人の年寿の脩短をよく知る」（『風俗通』巻2）と記されている。つまり、泰山の山頂には人間の寿命の定数を記録した原簿に相当する帳簿が置かれているという信仰が存在していた。下って魏晋南北朝より唐代頃になると、その帳簿を管理する、人間界同様の組織の存在が想定されるようになる。こうして、長官としての泰山府君が出現し、その配下の官僚としての泰山主簿、泰山録事、泰山伍伯等の存在が生み出されてくるのである。

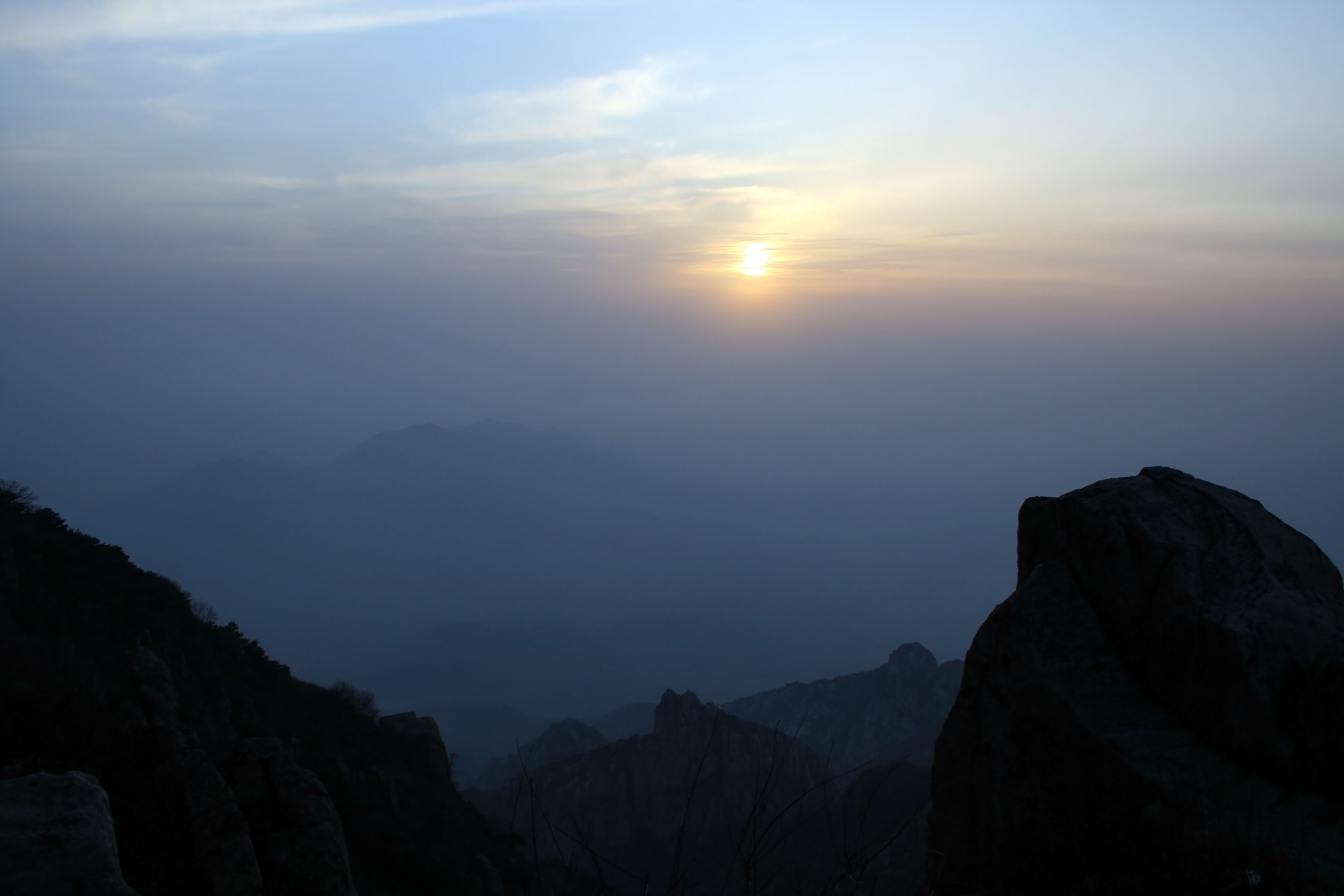
日の出

また、後漢代には伝来していたとされる仏教の漢訳経典中に見られる「太山地獄」が、中国では現実に実在する泰山の地下深くに存在するものと考えられるようになった。こうして泰山地獄も誕生する。
宋代頃に入ると跡継ぎ問題により娘の碧霞元君の人気が上がりはじめ、現在のように碧霞元君に参詣するという形式になったという。明代の小説『醒生姻縁伝』にはその信仰が詳細に描かれている。
山頂へと続く参道には斗母宮や関帝廟といった多くの道観（道教寺院）群や渓谷の一面に『華厳経』が彫られた経石峪がある。また頂上付近には碧霞宮と呼ばれる碧霞元君を祭った道觀や、玉公閣という東岳大帝を祀った道觀、漢の武帝が建てたと伝えられる、「無字碑」という碑面が無地の碑文、摩崖碑と呼ばれる玄宗皇帝が彫らせた封禅の碑文があり、見所となっている。また、山中には漢のコノテガシワとイブキ、唐のエンジュ、「望人松」「五大夫松」などのマンシュウアカマツ、イチョウ、ロウバイ、シナフジなどの老木もある。
泰山の道観には東岳大帝と碧霞元君と共に観音菩薩や弥勒菩薩を祀っている所も多い。
山麓には泰山府君を祀った岱廟がある。岱廟の壮大な有様は中国三大建築（他に、孔廟、紫禁城）の一つに数えられる。岱廟は現在は泰安博物館となっており、封禅の時に記念して彫られた多くの碑文がここにある。有名なところでは、秦の始皇帝が行幸の折に泰山に残した李斯の碑文が見られる。泰山とその周辺には普照寺や竹林寺、霊巌寺といった由緒ある仏教寺院も多く、特に霊巌寺には日本からの曹洞宗の留学生が宋代に多く訪れている。
泰山山頂までは現在、一般道が中腹まであり、またそこからはロープウェイが走っており、容易く登れるようになっている。ただし、泰山の標高は1500mに過ぎないが、山麓の地表の高度は0mに近いため麓から歩いて登るときには3時間は掛かる。
最初から頂上までは、石段が整備されている。途中までは、バスで行くこともでき、約3000段分を省略できる。正確ではないが、この途中のバスターミナルは登山道のほぼ中央に位置しており、歩けばここまで2、3時間、ここから南大門、頂上までさらに3時間程度かかる。南大門への最後の石段の角度は70度くらいあり石段の幅も狭いが、左右に手すりがあるので安全に上ることができる。登山道は南から北にほぼ一直線。ただし、石段の幅が数メートルあるところもあり、石段をジグザグに上ると疲れにくい。

## 泰山と道教

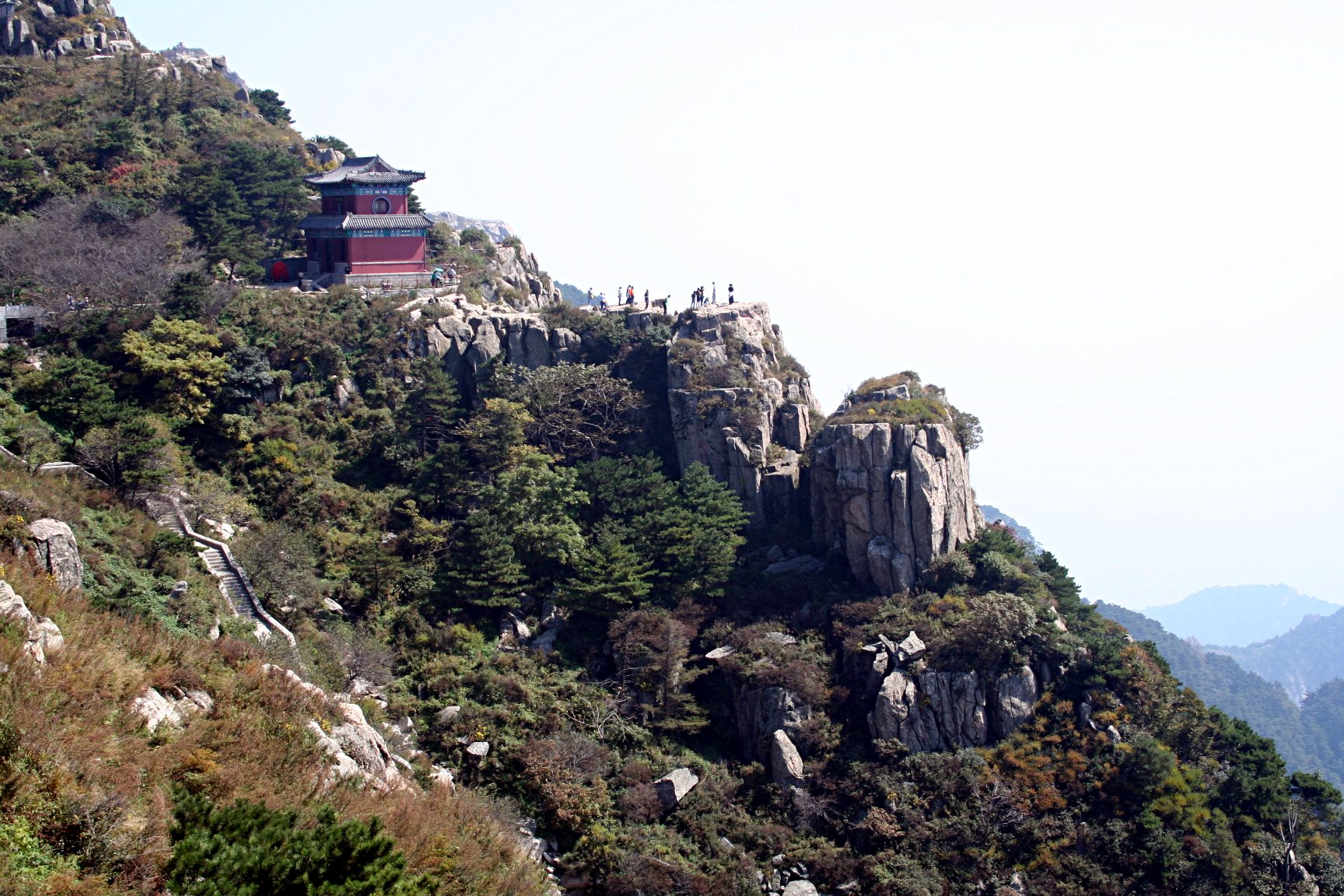
碧霞宮

封禅は皇帝のものであるが、庶民の間でも泰山にまつわる信仰の歴史は古い。春秋戦国に書かれた『荘子』の内篇の第一逍遙遊には既に大きいものの例えとして、「太山」という名前が記されている。荘子では人間の小ささを表すために、絶大な大きさを持つ架空の鵬という名の鳥を例に対比させている。これは泰山がとてつもなく大きいものの代表という概念が、春秋時代にはもう形成されていたことを示している。
山と道教と言った関係からも、道教と泰山はもともと相性が良かったと言いえよう。東晋の『捜神記』には、早くも泰山が神性を帯びて冥界の神として登場する。以後、泰山府君を中心とした泰山信仰は『太平広記』や『夷堅志』などの異聞に多く見られる。
宋代に入ると、山頂の碧霞元君廟の周辺から碧霞元君像が発見されたことを契機に、泰山での信仰形態が変化する。泰山府君の娘で女性に関すること全般に御利益があるとされる碧霞元君へ参拝することが女性の間で人気となり、明代に入ると主神である泰山府君の人気を越えるものになった。その後、碧霞元君を祀った碧霞元君廟が中国各地で作られた。本廟以外、泰安市内にも碧霞元君を主神として祀る廟は4つも存在する。そのどれもが戦災を経て現存、もしくは復元されていることも特筆すべきことである。これは一貫した碧霞元君人気を表すものに他ならない。また、エドゥアール・シャヴァンヌは当時の北京にあった碧霞元君廟を調査し《泰山》に記載している。
泰山は碧霞元君を主神として今でも多くの参拝者を抱えており、1987年に複合遺産として世界遺産に登録されている。文化遺産の登録基準をすべて満たしている（他には、莫高窟、ヴェネツィアとその潟。また単純な文化遺産としてみた場合、自然遺産との複合では泰山が文化遺産の基準のすべてに加えて自然遺産の条件をひとつ満たしている）。

## 泰山と仏教について
泰山や周辺には仏寺も見られる。決して多くはないが、霊巌寺、普照寺、竹林寺と由緒が正しいものが多い。中でも霊巌寺は、創建が前秦ともいわれ、宋代には天下の四絶（中国を代表する4つの寺院）の一つに数えられている。日本からも曹洞宗の僧侶が多く留学にここを訪れた。霊巌寺には及ばないが、普照寺も宋代に高麗人の満空禅師が建立したものとして名高い。
歴史的には、泰山と仏教との関係は、五胡十六国時代に竺僧朗が隠遁したことに始まる。『水経注』『魏書釈老志』『冥祥記』『高僧伝』などの同時代史料によれば、仏図澄門下の僧朗は、前秦の皇始元年（351年）に泰山の琨瑞谷（金輿谷）に隠棲し、それによってこの谷は朗公谷と呼ばれるようになったとされる。前秦の苻堅、後秦の姚興、後燕の慕容垂、南燕の慕容徳らの五胡の覇主らの尊崇を受け、北魏の道武帝も僧朗に対して師礼をとったという。
北魏代、その朗公谷に建てられた朗公寺は、帝室の保護を継続して受け、それが東魏・北斉にまで継承された。また、その周辺に建てられたのが、霊巌寺や神宝寺などの諸寺である。霊巌寺の開基については、仏図澄が清水を湧き出させた地であるとか、竺僧朗ゆかりの地に建てられたという伝承が見られる。

## 泰山と儒教について
孔子が泰山を訪れていたことから、泰山には孔子にまつわる名所や孔子廟が作られている。宋代には孫復を初めとする泰山学派と呼ばれる儒学者達が西南の麓、五賢祠に移り住み大いに栄えたという。

## 泰山地獄
後漢『博物志』には泰山で人間の寿命がいかほどかをはかることが出来るという。『後漢書』烏桓伝に「死者の霊魂は泰山へ行く」記述がある。しかし、こういった泰山と死者の世界が結びついた文献は漢代以前に見えない。
しかし、仏典には泰山地獄を扱うものが多い。仏教での地獄は、インドの原語でニラヤNiraya(奈犂)、ナラカNaraka(奈落)で漢訳に意訳すると地底の牢獄つまりは地獄としたものである。仏教伝来初期、仏典の漢訳をする際にわかりやすくするために中国のある事物や語彙を借用した。原語のニラヤ・ナラカは通じ難いと判断し、泰山がインドの須弥山に匹敵する高山であり、泰山神が魂魄を召すという俗説に便乗して地獄が泰山にも存在することを牽強した。三国時代から魏晋時代に連れて漢訳仏典にはしばしば「太山地獄」「太山王」「太山の鬼」「太山畜生餓鬼」「太山焼煮の処」「太山湯火の毒」などの地獄を泰山に付会した用語が出てくる。また、仏典には「泰山が崩れるような懺悔」という言葉があり、山が体を表現して、大きい山を太山に統一。泰山を周知していることからこの言葉が生まれたとされる。現在の苦悩と死後の葛藤の軽減にこういった考えをするようになったのではないかとされる。

## 登録基準
この世界遺産は世界遺産登録基準のうち、以下の条件を満たし、登録された（以下の基準は世界遺産センター公表の登録基準からの翻訳、引用である）。
- (1) 人類の創造的才能を表現する傑作。
- (2) ある期間を通じてまたはある文化圏において、建築、技術、記念碑的芸術、都市計画、景観デザインの発展に関し、人類の価値の重要な交流を示すもの。
- (3) 現存するまたは消滅した文化的伝統または文明の、唯一のまたは少なくとも稀な証拠。
- (4) 人類の歴史上重要な時代を例証する建築様式、建築物群、技術の集積または景観の優れた例。
- (5) ある文化（または複数の文化）を代表する伝統的集落、あるいは陸上ないし海上利用の際立った例。もしくは特に不可逆的な変化の中で存続が危ぶまれている人と環境の関わりあいの際立った例。
- (6) 顕著で普遍的な意義を有する出来事、現存する伝統、思想、信仰または芸術的、文学的作品と直接にまたは明白に関連するもの（この基準は他の基準と組み合わせて用いるのが望ましいと世界遺産委員会は考えている）。
- (7) ひときわすぐれた自然美及び美的な重要性をもつ最高の自然現象または地域を含むもの。

### 史料
- 《新刻泰山小史》 明・蕭協中著, 趙新儒校勘（文海出版社, 1971年）
- 《泰山道里記》 清・聶敍撰（中華書局《叢書集成初編》所収, 1985年）
- 《日知録》 清・顧炎武撰（臺灣商務印書館《景印文淵閣四庫全書》所収, 1986年）
- 《山東考古録》 清・顧炎武撰（新文豐出版《叢書集成新編》所収, 1985年）
- 《山左金石志》 清・畢沅、阮元同撰（新文豐出版《石刻史料新編》所収, 1986年）
- 《泰安州志》 明・任弘烈編（成文出版社《中國方志叢書》所収, 1968年）
- 《泰山紀勝》 清・孔貞瑄撰（中華書局《叢書集成初編》所収, 1985年）
- 《登泰山記》 清・姚鼐撰（廣文書局《小方壺齋輿地叢鈔》所収, 1962年）

### 参考資料
- 《泰山 - 中国人の信仰》 シャヴァンヌ、菊地章太訳（勉誠出版, 2001年）
- 《中国の泰山》 澤田瑞穂・窪徳忠著（講談社「世界の聖域　別巻」, 1982年）
- 《泰山宗教研究》 劉慧著（文物出版社, 1994年）
- 《考史遊記》 桑原隲蔵著（弘文堂書房, 1942年）
- 《泰安市志》 泰安市泰山区、郊区地方史志編纂委員会編（斉魯出版, 1996年）
- 《泰山大全》 劉秀池主編（山東友誼出版社, 1995年）
- 《泰山通鑑》 曲進賢編（斉魯出版, 2005年）